# 达尔科拉
达尔科拉（Dalkhola），是印度西孟加拉邦Uttar Dinajpur县的一个城镇。总人口13891（2001年）。

## 人口
该地2001年总人口13891人，其中男性7364人，女性6527人；0—6岁人口2109人，其中男1072人，女1037人；识字率57.94%，其中男性为64.72%，女性为50.28%。